# Рождённый быть грустным
«Рождённый быть грустным» (англ. Born to Be Blue) — канадский драматический фильм, снятый Робертом Будро. Мировая премьера ленты состоялась 13 сентября 2015 года в секции «Специальные показы» международного кинофестиваля в Торонто 2015.

## Сюжет
Фильм рассказывает историю жизни американского джазового музыканта Чета Бейкера, в частности о периоде в конце 1960-х годов, когда его карьера была под угрозой из-за потери передних зубов после ограбления и его отношениях с молодой актрисой Джейн Азука.
Фильм описывается создателями как «полудокументальный, полувымышленный».

## В ролях
- Итан Хоук — Чет Бейкер[7][8]
- Кармен Эджого — Джейн / Элейн
- Каллум Кит Ренни — Дик
- Стивен Макхэтти — отец Чета
- Джанет-Лейн Грин[англ.] — мать Чета
- Тони Наппо[англ.] — офицер Рид
- Кевин Ханчард[англ.] — Диззи Гиллеспи
- Дэн Летт[англ.] — Дэнни Фридман
- Кэти Боланд — Сара

## Признание
| Награды и номинации фильма «Рождённый быть грустным» | Награды и номинации фильма «Рождённый быть грустным» | Награды и номинации фильма «Рождённый быть грустным» | Награды и номинации фильма «Рождённый быть грустным» | Награды и номинации фильма «Рождённый быть грустным» | Награды и номинации фильма «Рождённый быть грустным» |
| Год                                                  | Кинопремия / Кинофестиваль                           | Категория / Награда                                  | Номинант                                             | Результат                                            |                                                      |
| ---------------------------------------------------- | ---------------------------------------------------- | ---------------------------------------------------- | ---------------------------------------------------- | ---------------------------------------------------- | ---------------------------------------------------- |
| 2015                                                 | Токийский международный кинофестиваль                | Гран-при «Сакура Токио» за лучший фильм              | «Рождённый быть грустным»                            | Победа                                               |                                                      |

## Ссылка
- «Рождённый быть грустным» (англ.) на сайте Internet Movie Database (англ.)